# Universitätsklinikum Köln
Das Universitätsklinikum Köln ist ein Krankenhaus der Maximalversorgung und übernimmt gesellschaftliche Aufgaben in Forschung, Lehre und Krankenversorgung. Der Klinikcampus liegt im Kölner Stadtteil Sülz.

## Strukturdaten
Die Uniklinik Köln ist mit 1.522 Betten (Stand 31. Dezember 2023) das größte Krankenhaus in Köln und versorgte im Jahr 2023 61.595 Patienten im stationären Bereich sowie 428.089 Patienten im ambulanten Bereich (Jahresbericht 2023). Auf dem Campus der Uniklinik existieren derzeit inklusive des Max-Planck-Instituts für Stoffwechselforschung und des Max-Planck-Instituts für Biologie des Alterns 59 Kliniken und Institute (zusammen 80 Gebäude auf 220.000 Quadratmetern). Rund 11.065 Mitarbeiter (Stand 2019; davon circa 80 % Frauen) sind in Krankenversorgung, Forschung und Lehre eingebunden. Die Medizinische Fakultät der Universität zu Köln verfügte 2012 über 43 W3-Professuren, 53 W2-Professuren und 10 W1-Professuren (Planstellen). Der Konzernertrag betrug 2019 circa 1.186 Mio. €, davon 5,7 Mio. € Verlust (Konzernbilanz nach Steuern, im Vorjahr 24,6 Mio. € Gewinn). Die Bilanzsumme wurde im Jahresbericht 2019 mit 1,47 Milliarden € (im Jahr davor mit 1,41 Mrd. €) ausgewiesen.
Die Medizinische Fakultät bildet ca. 3.000 Medizin- und Zahnmedizinstudenten aus. Sie gehört zu den Gründungsfakultäten der Universität zu Köln. Ärztlicher Direktor und Vorstandsvorsitzender des Klinikums ist seit 2006 Edgar Schömig, der Kaufmännische Direktor ist seit 2019 Damian Grüttner und die Pflegedirektorin seit 2020 Marina Filipović. Die Fakultät steht derzeit unter der Leitung von Gereon Fink. Das Klinikum ist seit 2001 eine Anstalt des öffentlichen Rechts.

## Spezielle Einrichtungen

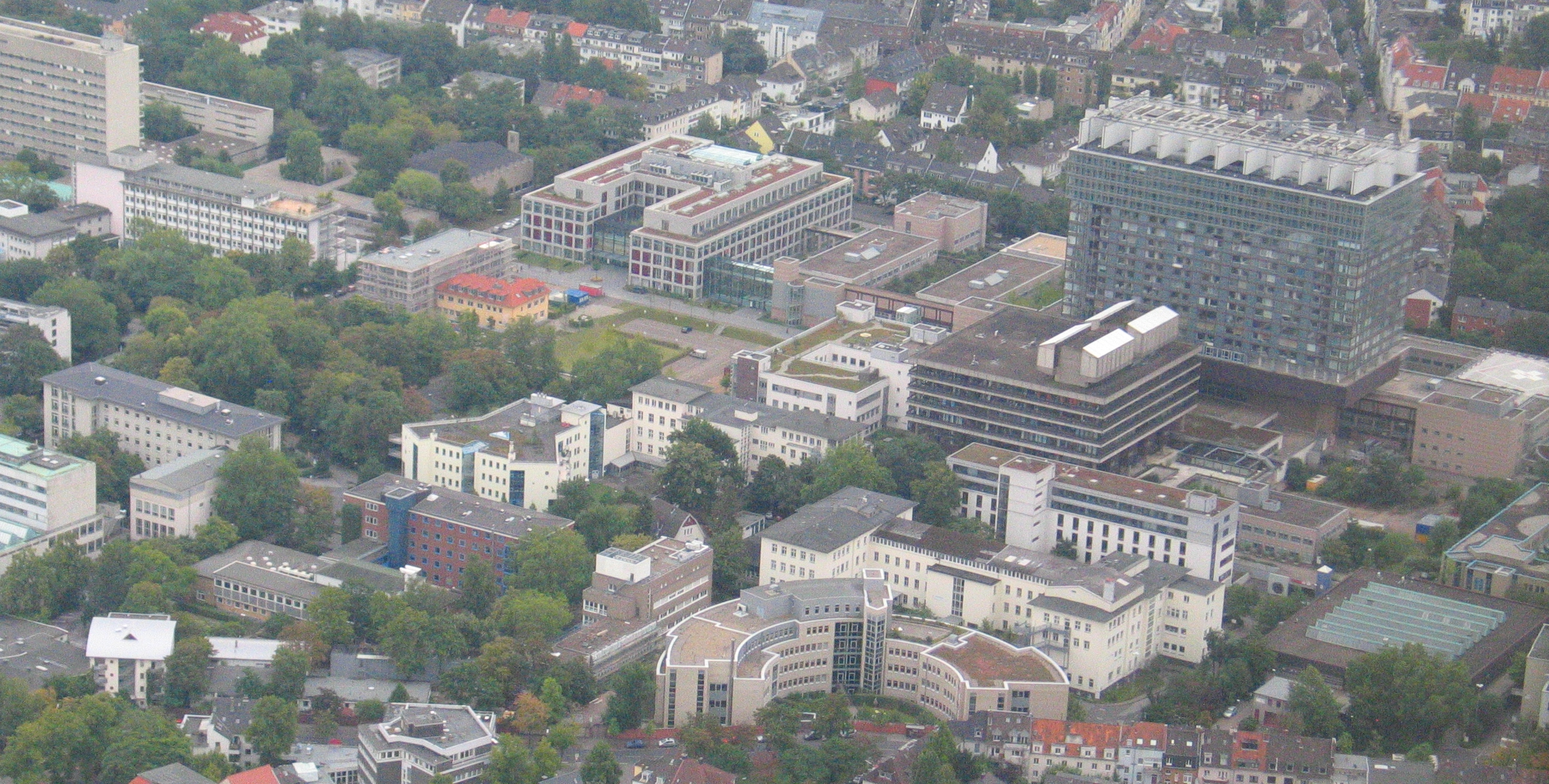
Nordansicht auf das Universitätsklinikum Köln

1980 wurde an der Uniklinik Köln der erste Lehrstuhl für Stereotaxie und Funktionelle Neurochirurgie in Deutschland eingerichtet. In der Klinik für Stereotaxie und Funktionelle Neurochirurgie werden Patienten mit neurologischen Erkrankungen wie Parkinson, Dystonie sowie im experimentellen Stadium Patienten mit Zwangserkrankungen und schwerer Depression durch Implantation von Hirnelektroden behandelt.
Im 2005 gegründeten Centrum für integrierte Onkologie Köln-Bonn (CIO) sind in Zusammenarbeit mit dem Universitätsklinikum Bonn über 30 Fachkliniken und Institute zur interdisziplinären Optimierung vereinigt. Seit 2007 wird das CIO von der Deutschen Krebshilfe als eines von dreizehn onkologischen Spitzenzentren in Deutschland gezielt gefördert.
Im Oktober 2007 wurde das „Herzzentrum“ eingeweiht, unter dessen Dach sich auf einer Fläche von ca. 30.000 m² die Kliniken für Kardiologie, Herz-Thoraxchirurgie, Gefäßchirurgie und Kinderkardiologie befinden.
Bei der bundesweiten Exzellenz-Initiative 2007 erhielt die Universität zu Köln den Zuschlag für den Exzellenzcluster zur Erforschung zellulärer Stressantworten bei altersassoziierten Erkrankungen (CECAD), der auf dem Campus der Uniklinik Köln angesiedelt wird. Im Sommer 2012 wurde die Förderung bis 2017 verlängert, worauf sich 2019 die dritte Förderung um sieben Jahre anschloss.
Im November 2007 wurde dem Universitätsklinikum eine neurologische Frührehabilitationseinheit hinzugefügt. Das Max-Planck-Institut für Biologie des Alterns, das in Köln neu errichtet wurde, um die Grundlagen des „normalen“ Alterns anhand von Modellorganismen zu erforschen, wird ebenfalls auf dem Universitätscampus auf dem Gebiet zwischen Kinder- und Augenklinik angesiedelt werden. Die Grundsteinlegung für das neue Institutsgebäude erfolgte am 5. Mai 2010. Es ist das vierte Max-Planck-Institut in Köln.
2008 wurde das in der Klinik für Neurologie entwickelte Cologne Consultant Concept, ein neues Modell der ärztlichen Versorgung im Krankenhaus, mit dem 1. Preis im Hospital-Innovations-Wettbewerb ausgezeichnet.
Im Januar 2009 wurde das neue Forschungsgebäude des Zentrums für Molekulare Medizin Köln (ZMMK) eingeweiht, welches für rund 29 Mio. € vom Land Nordrhein-Westfalen errichtet wurde und in dem auf einer Fläche von 6000 m² molekulare Veränderungen bei Krankheiten erforscht werden sollen.
Anfang 2010 wurde das Studierenden- und Bürogebäude an der Kölner Uniklinik eingeweiht. Der fünfgeschossige Neubau dient vor allem dem Ausbau der Lehreinrichtungen der Medizinischen Fakultät an der Universität zu Köln.
Neben Seminarräumen befindet sich hier auch das Interprofessionelle Skills Lab und Simulationszentrum (KISS), das bereits 2003 zeitgleich mit dem „Modellstudiengang Humanmedizin“ gegründet wurde.
Studierende können hier patientennahen Fertigkeiten wie zum Beispiel Anamnese, Notfallmedizin und technische Fähigkeiten wie Blutabnehmen erlernen.
2012 wurde in der Uniklinik Köln das bis dahin deutschlandweit einzigartige Projekt „Onkologische Trainingstherapie“ (OTT) gestartet. In Räumen der Frauenklinik wurde eine Trainingsfläche ausschließlich für Krebspatienten eröffnet. Mit dem Modellprojekt „Sport für Krebspatienten“ soll die auch von der Deutschen Krebshilfe geforderte Umsetzung neuester wissenschaftlicher Erkenntnisse in die therapeutische Praxis überprüft werden. Die Trainer sind speziell ausgebildete Therapeuten und Sportwissenschaftler der Deutschen Sporthochschule Köln, die mit Klinik-Ärzten zusammenarbeiten.
2019 wurde Deutschlands größtes Ambulanzgebäude für die Versorgung von Krebspatienten auf dem Campus der Uniklinik Köln eröffnet. Das Centrum für Integrierte Onkologie (CIO) versorgt ca. 24.000 ambulante Patienten pro Jahr.
Im November 2023 wurde mit dem durch die Medizinische Fakultät neu gegründeten Institut für Öffentliches Gesundheitswesen ein Forschungs- und Lehrzentrum zu den Themen „Gesundheit und Gesunderhaltung der Bevölkerung“ eingerichtet. Das Institut soll das Gebiet Öffentliches Gesundheitswesen als Fach innerhalb des Medizinstudiums etabliere, bevölkerungsmedizinisch relevante Fragestellungen analysieren und Interventionen zur Optimierung des Gesundheitsdienstes entwickeln.

## Wissenschaftliche Schwerpunkte

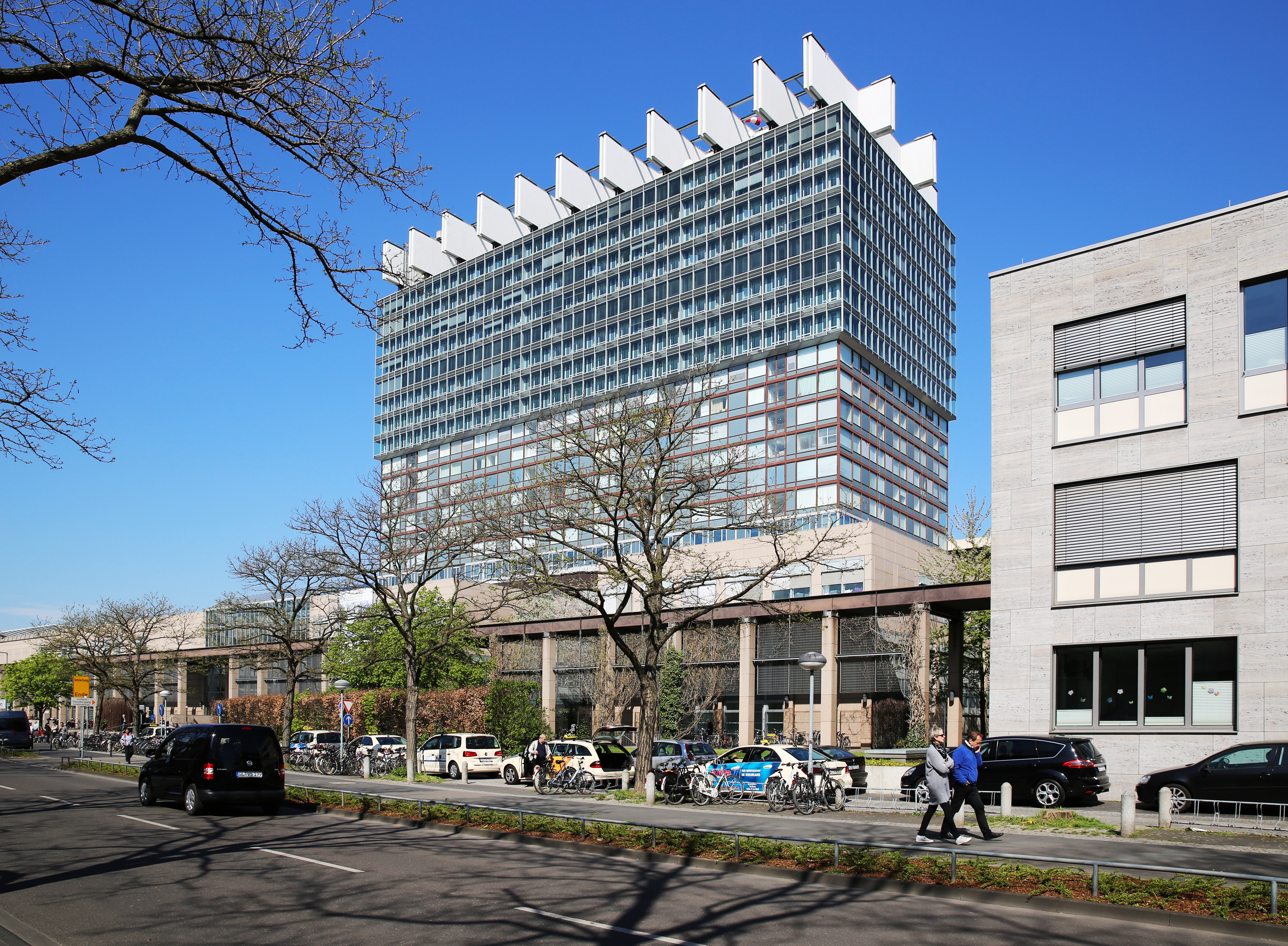
Bettenhaus

Im Jahresbericht 2011 werden folgende sechs wissenschaftliche Schwerpunkte der Uniklinik und der Medizinischen Fakultät der Universität zu Köln ausgewiesen:
- Gewebshomöostase, Metabolismus und Degeneration
- Tumor, Infektion und Abwehr
- Neuromodulation
- Pathomechanismen des alternden Herzens (im Aufbau)
- Zelluläre Plastizität (im Aufbau)
- Gesundheitskompetenz in komplexen Umwelten (im Aufbau)

Folgende Sonderforschungsbereiche (SFB) sind derzeit an der Uniklinik Köln installiert:
- SFB 829:  Molekulare Grundlagen der Regulation der Homöostase der Haut (seit 2009)
- SFB 1399: Mechanismen der Medikamentenempfindlichkeit und Resistenz beim kleinzelligen Bronchialkarzinom (seit 2019)
- SFB 1403: Zelltod in Immunität, Entzündungen und Erkrankungen (seit 2020)
- SFB 1451: Schlüsselmechanismen physiologischer und krankheitsbedingt veränderter motorischer Kontrolle (ab 01/2021[11])

Außerdem ist die Medizinische Fakultät an vier weiteren SFBs/Transregios beteiligt (SFB 259, SFB 1218, SFB 1310) sowie dem mit der Universität zu Köln gemeinsam eingeworbenen Exzellenzcluster CECAD. Darüber hinaus werden aktuell folgende Forschergruppen gefördert:
- 01KI0771: Klinische Forschergruppe in der Klinischen Infektiologie: „HIV-Infektion und Infektionen bei Immunsuppression“ (BMBF)
- KFO 286: Defekte in der zellulären DNA Damage Response als Ziel für neue, personalisierte CLL Therapien (DFG, seit 2013)
- KFO 329: Molekulare Mechanismen von Podozyten-Erkrankungen – die Nephrologie auf dem Weg zur Präzisionsmedizin (DFG, seit 2018)
- FOR 2240: Lymphangiogenesis and cellular immunity in inflammatory diseases of the eye (DFG, seit 2015)
- FOR 2722: Neue molekulare Determinanten der Homöostase der muskuloskelettalen extrazellulären Matrix – ein systemischer Ansatz (DFG, seit 2018)

Von 2012 bis 2019 wurde die Universität zu Köln im Rahmen der Exzellenzinitiative des Bundesministeriums für Bildung und Forschung als „Elite-Universität“ gefördert.
Beim Deutschen Zentrum für Neurodegenerative Erkrankungen (DZNE) Bonn-Köln-Jülich liegen die Kölner Forschungsschwerpunkte im Bereich der Parkinson-Forschung und neuer Therapieformen wie der Tiefen Hirnstimulation. Darüber hinaus wurde der Standort Köln-Bonn als Partner für das Deutsche Zentrum für Infektionsforschung (DZI) ausgewählt. Hier liegen zentrale Kölner Forschungsschwerpunkte auf dem Gebiet der Vakzine-Entwicklung gegen multiresistente Keime und der HIV-Immunologie.

## Geschichte der Medizinischen Fakultät und des Klinikums
1248 gründete Albertus Magnus im Auftrag der Dominikaner in Köln ein Generalstudium, in dem nicht nur Philosophie, Theologie und die Rechte gelehrt wurden, sondern auch Medizin und Naturkunde. Auch andere Orden unterhielten Generalstudien. Bereits vorher wurde an der Domschule unterrichtet. Die im Jahr 1388 gegründete Universität erhielt bereits bei ihrer Gründung durch die Freie Reichsstadt Köln unter Papst Urban VI. eine medizinische Fakultät. 1715 wurde ein erstes Theatrum Anatomicum  geschaffen. Im alten Botanischen Garten am Dom wurden auch Heilpflanzen gezogen. 1798 wurde die Universität auf Befehl von Napoleon Bonaparte geschlossen. Die medizinische Ausbildung ging für einige Jahre an der nun Zentralschule genannten Einrichtung weiter, bis auch diese 1802 aufgelöst wurde.
1904 wurde in Köln die erste deutsche Akademie für praktische Medizin als städtische Einrichtung gegründet. Sie bot die klinischen Fächer an mit Betonung auf der praktischen Ausbildung. Sie sollte auch der Fortbildung der Ärzte dienen.
Erst 1919 erfolgte auf Betreiben des Kölner Oberbürgermeisters Konrad Adenauer die Neugründung der alma mater (Universität) wieder als städtische Einrichtung unter der Aufsicht des preußischen Staates. Die Akademie wurde als Medizinische Fakultät aufgenommen. Zu diesem Zweck übertrug die Stadt der Universität das damalige städtische Krankenhaus, das 1855 als private Heil- und Pflegeanstalt für psychisch Kranke gegründet worden war und 1908 durch Erwerb weiterer Gebäude und Abteilungen in Krankenanstalten Lindenburg umbenannt worden war. Lindenburg bezeichnete ursprünglich ein zwischen der Bachemer und der Gleueler Straße gelegenes Landgut des Antoniter-Ordens.
Die vorklinische Ausbildung begann im Jahre 1925. Mit Wirkung ab 1. April 1953 wurde die Hochschule am 1. April 1954 in den Haushalt des Landes übernommen.
2025 galt die Klinik als die beste Klinik in Nordrhein-Westfalen.